# Børnecirkus
Børnecirkus ses i Danmark som en fællesbetegnelse for de foreninger, institutioner m.m. der underviser børn og unge i cirkusdiscipliner samt fremfører cirkusforestillinger, hvor børnene og de unge kan prøve at optræde som cirkusartister.
Fælles for børnecirkussene i Danmark er, at de alle anvender cirkus som et socialt redskab. Cirkus rummer mange muligheder og kan virke udviklende[kilde mangler] på områder som erkendelse, det sociale, udtryksmæssige, følelsesmæssige, balancemæssige, tålmodighedsmæssige, koncentrationsmæssige, samtidig med at det kan minde os om, at udfordringer kan være sjove.
I børnecirkussene har børn og unge mulighed for at realisere deres drømme og potentiale gennem en bred vifte af aktiviteter, som cirkus tilbyder. Man kan træne og/eller optræde med jonglering, trapez, akrobatik, klovneri, balancering, linedans, fakir, trylleri osv. Sådan at dem, som ikke har smidigheden til at blive akrobat, i stedet kan blive tryllekunstner, og dem som ikke har evnen i at være linedanser, kan lave et klovnenummer. For dem som ikke har interessen i den fysiske udfoldelse, kan man arbejde med belysning, sceneopsætning, fremstilling af rekvisitter eller kostumer.
Cirkustræning giver ligeledes selvdisciplin, da dette er en absolut forudsætning for succes. Selv små succesoplevelser kan i starten være med til at fange børnenes interesse og udvikle dem. Børn og unge som lærer nye cirkusfærdigheder vil ligeledes gerne lære disse nye færdigheder videre til andre og på den måde fremkommer nye relationer og venskaber mellem dem. 

## Cirkusfestival for børn og unge
Hvert år afholdes der en cirkusfestival for børn og unge. Den arrangeres af et af børnecirkussene og ligger derfor næsten hvert år et nyt sted i Danmark. Til festivalen deltager de fleste danske børnecirkusser, men i tidens løb har også enkelte udenlandske cirkusser deltaget. Festivalen er som oftest placeret over en weekend i slutningen af august. 